# Brewsterite-Sr
La brewsterite-Sr è un minerale.

## Etimologia
Il nome è in onore del fisico scozzese sir David Brewster (1781-1868), studioso delle proprietà ottiche dei cristalli.